# Wayne Lakes
Wayne Lakes és una població dels Estats Units a l'estat d'Ohio. Segons el cens del 2000 tenia 684 habitants.

## Demografia
Segons el cens del 2000, Wayne Lakes tenia 684 habitants, 283 habitatges, i 200 famílies. La densitat de població era de 480,2 habitants/km².
Dels 283 habitatges en un 28,6% hi vivien nens de menys de 18 anys, en un 56,5% hi vivien parelles casades, en un 8,8% dones solteres, i en un 29,3% no eren unitats familiars. En el 25,8% dels habitatges hi vivien persones soles el 7,8% de les quals corresponia a persones de 65 anys o més que vivien soles. El nombre mitjà de persones vivint en cada habitatge era de 2,42 i el nombre mitjà de persones que vivien en cada família era de 2,89.
Per edats la població es repartia de la següent manera: un 23,8% tenia menys de 18 anys, un 6,4% entre 18 i 24, un 28,1% entre 25 i 44, un 30,3% de 45 a 60 i un 11,4% 65 anys o més.
L'edat mediana era de 40 anys. Per cada 100 dones de 18 o més anys hi havia 100,4 homes.
La renda mediana per habitatge era de 46.908 $ i la renda mediana per família de 54.375 $. Els homes tenien una renda mediana de 32.917 $ mentre que les dones 21.473 $. La renda per capita de la població era de 17.625 $. Aproximadament el 2,3% de les famílies i el 2,5% de la població estaven per davall del llindar de pobresa.

## Poblacions més properes
El següent diagrama mostra les poblacions més properes.